# Solomon Malan
Solomon Caesar Malan (Genève, 22 april 1812 - Bournemouth, 25 november 1894) was een Zwitsers-Brits hugenoots geestelijke en polyglot.
Malan had een grote aanleg voor talen. Op zijn achttiende reisde hij naar Schotland als huisonderwijzer van de familie van de Markies van Tweeddale en op dat moment had hij al een redelijke kennis van het Sanskriet, Arabisch en Hebreeuws. Aangezien hij het Engels nog niet goed beheerste tijdens de examens in 1833 aan de St Edmund Hall, Oxford, vroeg hij de examinatoren of hij de papieren mocht inleveren in het Frans, Duits, Spaans, Italiaans, Latijn of Grieks, in plaats van in het Engels. Zijn verzoek werd echter afgewezen.

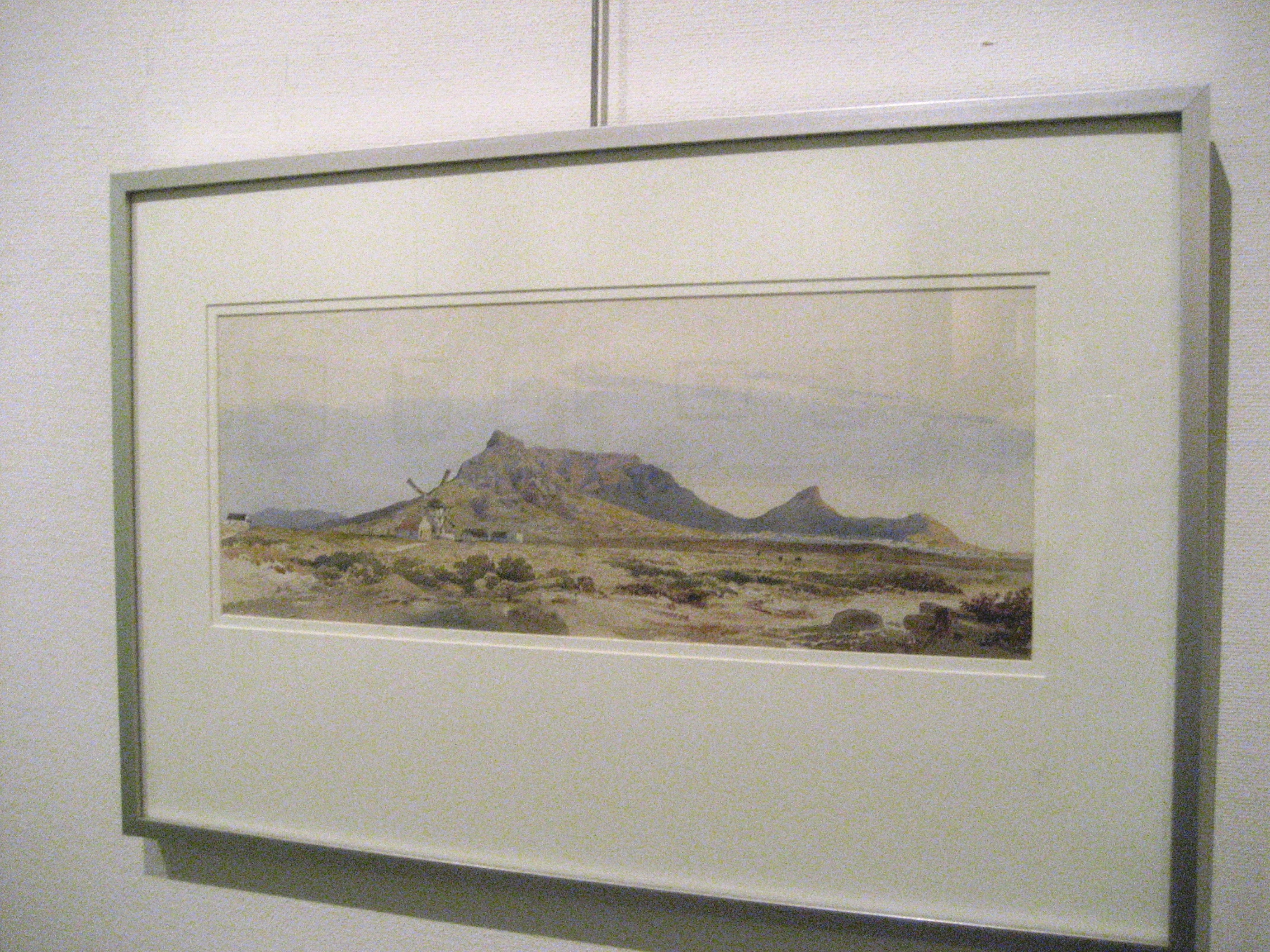
De Tafelberg. Tekening door Solomon Malan (1839), nu in Sasol Art Museum Stellenbosch

Hij ontving studiebeurzen van Pusey en Ellerton en slaagde voor de tweede graad in de Literae humaniores in 1837. Hij vertrok daarna naar India en werd docent klassieke talen in Calcutta. Tijdens dit verblijf legde hij de basis voor zijn kennis van het Tibetaans en Chinees. In 1839 verbleef Malan vier maanden in Zuid-Afrika, waar hij onder meer een honderdtal waterverftekeningen maakte. In 1840 ging hij terug naar het Verenigd Koninkrijk.
Hij diende op verschillende plaatsen als hulppredikant totdat hij in 1845 aantrad in Broadwindsor, Dorset, waar hij tot 1886 bleef. Tijdens deze gehele periode vergrootte hij zijn talenkennis. Hij maakte talrijke vertalingen vanuit het Georgisch, Armeens en het Koptisch en tijdens zijn bezoek aan Ninive in 1872 preekte hij in het Georgisch. Zijn studie van het Chinees combineerde hij door de bepaling van bepaalde punten van de Chinese in vergelijking tot de christelijke religie en hij publiceerde een groot aantal parallelle passages met het boek Spreuken. De Universiteit van Edinburgh reikte hem in 1880 de honoraire graad Doctor of Divinity uit.
- Bibliothèque nationale de France: cb13179289h (data)
- CiNii: DA1397817X
- Gemeinsame Normdatei: 1052571905
- International Standard Name Identifier: 0000 0000 8143 6084
- Library of Congress Control Number: n82063013
- Nationale bibliotheek van Australië: 53004910
- Nationale Bibliotheek van Israël: 987007264942405171
- Nederlandse Thesaurus van Auteursnamen: 074943596
- RKD-Nederlands Instituut voor Kunstgeschiedenis: 52101
- Istituto Centrale per il Catalogo Unico: VBAV001777
- SNAC: w6x3883x
- Système universitaire de documentation: 085894265
- Trove: 1533115
- Union List of Artist Names: 500024468
- Virtual International Authority File: 64145443
- WorldCat: E39PBJqqqhyGkhtJk6tDFkFxjC